# Ellicott City
Ellicott City – miejscowość spisowa (obszar niemunicypalny) w Stanach Zjednoczonych, w stanie Maryland, siedziba administracyjna hrabstwa Howard.